# Spilocuscus rufoniger
Il cusco a macchie nere (Spilocuscus rufoniger Zimara, 1937) è un marsupiale arboricolo della famiglia dei Falangeridi.

## Descrizione
Il cusco a macchie nere è la specie più grande del genere Spilocuscus, e tra tutti i Falangeridi della Nuova Guinea può essere scambiato solamente con il cusco maculato comune (S. maculatus): ha una lunghezza testa-corpo di 58–70 cm, una coda di 45–60 cm e pesa 5,5-6,6 kg. Le femmine sono più grandi dei maschi. Ha manto folto e lanoso, fronte rotonda, muso breve e orecchie quasi invisibili internamente ricoperte di pelo. Gli occhi, molto appariscenti, hanno una pupilla verticale. La specie presenta dicromatismo sessuale: la colorazione generale è rossastra, ma le femmine presentano una grande macchia scura a forma di sella sul dorso, sostituita, nei maschi, da una serie di screziature o macchie. Sulle guance vi sono delle macchie bianche di pelo più folto. Gli esemplari giovani sono interamente di colore rossastro. La specie differisce dal cusco di Waigeo (S. papuensis) per un numero maggiore di macchie nei maschi e dal cusco delle isole dell'Ammiragliato (S. kraemeri) per le dimensioni maggiori.

## Biologia
Conosciamo ben poco la biologia di questa specie, e gran parte di quello che sappiamo su di essa lo dobbiamo alle ricerche effettuate da Tim Flannery sulla Catena Costiera Settentrionale tra il 1985 e il 1990. Il cusco a macchie nere è presente dal livello del mare fino ad almeno 1200 m di quota, può essere attivo anche durante il giorno e un esemplare adulto è stato scorto mentre si spostava da un ramo all'altro a metà mattinata.
La specie predilige le foreste pluviali, sia di pianura che di bassa montagna, ed è meno comune nelle foreste secondarie. Ha abitudini perlopiù notturne.
Non conosciamo esattamente quale sia la dieta dell'animale, ma a Flannery gli indigeni dissero che esso si nutre dei semi di Lithocarpus, portandogli anche dei semi caduti che presentavano segni di masticazione. Anche i dati inerenti alla riproduzione sono scarsi: nella regione di Yapsiei, Flannery catturò una femmina con un giovane maschio nel marsupio completamente ricoperto di pelo del peso di 1,6 kg; pochi giorni dopo catturò un'altra femmina, che però non era accompagnata da nessun piccolo.

## Distribuzione e habitat
Il cusco a macchie nere è una specie rara, ma con un vasto areale che si estende lungo le coste settentrionali della Nuova Guinea. Popola le foreste pluviali, dal livello del mare fino a 1200 m di quota.

## Conservazione
Il cusco a macchie nere è uno dei mammiferi più rari del mondo. Il numero di esemplari è sconosciuto, ma è sicuramente molto esiguo. È ormai scomparso da parte del suo areale, probabilmente a causa della caccia e della distruzione dell'habitat. I locali danno lui la caccia per la carne e per motivi culturali. Gran parte delle foreste in cui abitava sono state ormai convertite in terreni agricoli. La parte occidentale del suo areale (quella costituita dalla provincia indonesiana dell'Irian Jaya) ha subito in particolar modo le conseguenze dovute all'afflusso di abitanti provenienti da altre parti dell'Indonesia. Gran parte dell'areale indonesiano della specie è stato ormai convertito all'agricoltura, e il Governo intende rilasciare concessioni per lo sfruttamento del legname e la coltivazione della palma da olio nella regione. La IUCN lo classifica tra le specie in pericolo critico (Critically Endangered).